# Bibliotheca Corvinniana

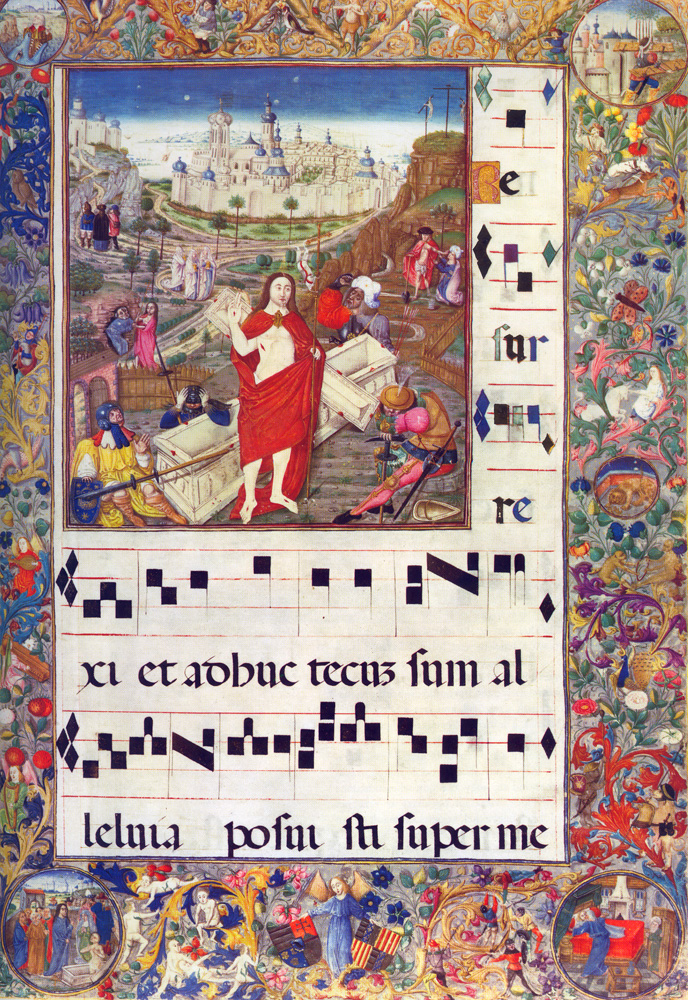
Códice sobreviviente de la colección de la Biblioteca Corviniana

La Biblioteca Corviniana fue una de las mayores bibliotecas del Renacimiento, fundada por Matías I de Hungría, rey de Hungría (1458 - 1490).

## Introducción
Matías I de Hungría, uno de los más poderosos monarcas de la época, coleccionó libros desde alrededor del año 1460. A la muerte del rey, la biblioteca contaba con cerca de 3 000 códices - llamados corvinæ de 4 000 a 5 000 obras, principalmente de los clásicos griegos y latinos. Probablemente la pasión de coleccionar libros la heredó Matías del obispo de Varad Juan Vitéz, quien fue su tutor y educador. Igualmente al tomar a Beatriz de Aragón como esposa, ésta trajo consigo muchos tomos desde Nápoles, que incrementaron más aún la colección.  
La Biblioteca Corviniana se convirtió así en la segunda biblioteca de Europa después de la del Vaticano en importancia y cantidad de volúmenes para su época. Ésta biblioteca fue en extremo importante para los contemporáneos y sirvió como modelo para varios otros príncipes, como Lorenzo el Magnífico.
Los libros fueron destruidos o se dispersaron casi en su totalidad luego de la invasión de los turcos a Hungría en 1526. La hermana menor de Carlos I de España, María de Austria (la viuda de Luis II de Hungría), también se llevó consigo a Bruselas varios tomos de la biblioteca húngara. En la actualidad se conservan a lo largo del mundo unos 650 corvinæ, en bibliotecas húngaras (incluida la Biblioteca Nacional Széchényi) y extranjeras. Esta última está trabajando para estudiar y reconstruir la Biblioteca Corviniana.
Los objetos de la Biblioteca Corviniana fueron inscritos en el Registro de la Memoria del Mundo de la UNESCO en 2005 en reconocimiento a su importancia histórica.